# Ивукова
Ивукова — деревня в Кудымкарском районе Пермского края. Входила в состав Степановского сельского поселения. Располагается на правом берегу реки Иньвы юго-западнее от города Кудымкара. Расстояние до районного центра составляет 5 км. По данным Всероссийской переписи населения 2010 года, в деревне проживало 206 человек (94 мужчины и 112 женщин).

## История
По данным на 1 июля 1963 года, в деревне проживало 298 человек. Населённый пункт входил в состав Пешнигортского сельсовета.